# Jingling (köpinghuvudort i Kina, Zhejiang Sheng, lat 29,37, long 120,78)
Jingling (kinesiska: 镜岭, 镜岭镇) är en köpinghuvudort i Kina. Den ligger i provinsen Zhejiang, i den östra delen av landet, omkring 110 kilometer sydost om provinshuvudstaden Hangzhou. Antalet invånare är 16 731. Befolkningen består av 8 305 kvinnor och 8 426 män. Barn under 15 år utgör 11,0 %, vuxna 15-64 år 68 %, och äldre över 65 år 19,0 %.
Runt Jingling är det tätbefolkat, med 343 invånare per kvadratkilometer. Närmaste större samhälle är Ganlin, 17,6 km norr om Jingling. I omgivningarna runt Jingling växer i huvudsak blandskog.
Genomsnittlig årsnederbörd är 2 209 millimeter. Den regnigaste månaden är juni, med i genomsnitt 377 mm nederbörd, och den torraste är januari, med 70 mm nederbörd.